# (523697) 2014 GY53
(523697) 2014 GY53 est un objet transneptunien faisant partie des plutinos.